# Luis Ramírez Zapata
Luis Baltazar Ramírez Zapata (ur. 6 stycznia 1954 w San Salvadorze) - salwadorski piłkarz grający na pozycji pomocnika.

## Kariera klubowa
Luis Ramírez karierę piłkarską rozpoczął w 1971 roku w klubie Águila San Miguel. Z Águila trzykrotnie zdobył Mistrzostwo Salwadoru w 1972, 1976, 1977 oraz Puchar Mistrzów CONCACAF 1976. W latach 1977–1978 grał w kostarykańskim Cartaginés Cartago, po czym wrócił do ojczyzny do Alianzy San Salvador, z której przeszedł do meksykańskiej CF Puebla.
W latach 1981–1982 grał w Hondurasie w klubie Platense Puerto Cortés, z którym awansował do pierwszej ligi. W 1990 grał w amerykańskim Washington Diplomats. Karierę zakończył w 1992 roku w klubie Atlético Marte San Salvador.

## Kariera reprezentacyjna
Luis Ramírez występował w reprezentacji Salwadoru w latach 1971–1989. W 1972 uczestniczył w eliminacjach do Mistrzostw Świata 1974. W 1976 i 1977 uczestniczył w eliminacjach do Mistrzostw Świata 1978.
W 1980 uczestniczył w zakończonych sukcesem eliminacjach do Mistrzostw Świata 1982. Na mundialu w Hiszpanii wystąpił we wszystkich trzech spotkaniach grupowych z Węgrami, Belgią i Argentyną. W przegranym aż 1-10 meczu z Węgrami Ramírez strzelił pierwszą i zarazem jedyną bramkę reprezentacji Salwadoru w finałach Mistrzostw Świata.
W 1984 i 1985 uczestniczył w eliminacjach do Mistrzostw Świata 1986. W 1988 i 1989 uczestniczył w eliminacjach do Mistrzostw Świata 1990.

## Kariera trenerska
Po zakończeniu piłkarskiej kariery Luis Ramírez został trenerem. W 2007 roku prowadził Águila San Miguel. Od 2009 roku jest trenerem Atlético Balboa.